# Gregorio Méndez Magaña, Huimanguillo
Gregorio Méndez Magaña är en ort i Mexiko.   Den ligger i kommunen Huimanguillo och delstaten Tabasco, i den sydöstra delen av landet, 600 km öster om huvudstaden Mexico City. Gregorio Méndez Magaña ligger 44 meter över havet och antalet invånare är 217.
Terrängen runt Gregorio Méndez Magaña är mycket platt. Runt Gregorio Méndez Magaña är det ganska glesbefolkat, med 43 invånare per kvadratkilometer. Närmaste större samhälle är Chontalpa, 4,6 km nordväst om Gregorio Méndez Magaña. Trakten runt Gregorio Méndez Magaña består till största delen av jordbruksmark.